# Cosi-Sancta
Cosi-Sancta  est un conte philosophique de Voltaire paru en 1746. Ce conte a été composé vers 1715.